# Mildred Cohn
Mildred Cohn (12 tháng 7 năm 1913 – 12 tháng 10 năm 2009) là nhà hóa sinh người Mỹ.

## Cuộc đời và Sự nghiệp
Bà tốt nghiệp trường cao trung ở tuổi 14 và đậu bằng cử nhân ở Hunter College năm 1931, bằng thạc sĩ năm 1932 ở Đại học Columbia, và bằng tiến sĩ hóa lý năm 1938 ở Đại học Columbia. Cohn làm việc ở Đại học Pennsylvania năm 1960.
Cohn đã viết 160 bài khảo luận, tập trung vào các đề tài chất đồng vị và Adenosine triphosphate.
Cohn chiếm nhiều vị trí đầu tiên về nghề nghiệp: Bà là phụ nữ đầu tiên được bổ nhiệm vào ban biên tập báo Journal of Biological Chemistry, phụ nữ đầu tiên làm chủ tịch Hội Hóa sinh và Sinh học phân tử Hoa Kỳ và phụ nữ đầu tiên nghiên cứu cho Hiệp hội Tim Hoa Kỳ

## Giải thưởng và Vinh dự
Bà đã đoạt Huy chương Garvan-Olin và Huy chương Khoa học quốc gia Hoa Kỳ. Năm 2009, bà được đưa vào National Women's Hall of Fame ở Seneca Falls, New York.

## Gia đình
Bà kết hôn với nhà vật lý học Henry Primakoff từ năm 1946 tới khi ông ta qua đời năm 1983.